# Порубка
Пору́бка — село в Україні, у Дубровицькій міській громаді Сарненського району Рівненської області. До 2020 підпорядковувалося Колківській сільській раді. Відповідно до Розпорядження Кабінету Міністрів України від 12 червня 2020 року № 722-р «Про визначення адміністративних центрів та затвердження територій територіальних громад Рівненської області» увійшло до складу Дубровицької міської громади.
Населення становить 304 особи (2011).

## Географія
Площа села — 0,26 км². Поблизу села — річка Случ.

### Клімат
Клімат у селі вологий континентальний («Dfb» за класифікацією кліматів Кеппена). Опадів 612 мм на рік. Найменша кількість опадів спостерігається в березні й сягає у середньому 29 мм. Найбільша кількість опадів випадає в червні — близько 89 мм. Різниця в опадах між сухими та вологими місяцями становить 60 мм. Пересічна температура січня — -5,5 °C, липня — 18,6 °C. Річна амплітуда температур становить 24,1 °C.
| Клімат Порубки                    | Клімат Порубки | Клімат Порубки | Клімат Порубки | Клімат Порубки | Клімат Порубки | Клімат Порубки | Клімат Порубки | Клімат Порубки | Клімат Порубки | Клімат Порубки | Клімат Порубки | Клімат Порубки | Клімат Порубки |
| Показник                          | Січ.           | Лют.           | Бер.           | Квіт.          | Трав.          | Черв.          | Лип.           | Серп.          | Вер.           | Жовт.          | Лист.          | Груд.          | Рік            |
| Середній максимум, °C             | −2,5           | −1,3           | 3,4            | 12,5           | 19,3           | 22,9           | 23,9           | 23,1           | 18,3           | 11,9           | 4,8            | 0,0            | 11,4           |
| Середня температура, °C           | −5,5           | −4,5           | −0,3           | 7,6            | 13,7           | 17,5           | 18,6           | 17,7           | 13,3           | 7,9            | 2,3            | −2,6           | 7,1            |
| Середній мінімум, °C              | −8,5           | −7,7           | −3,9           | 2,7            | 8,2            | 12,1           | 13,3           | 12,3           | 8,4            | 3,9            | −0,2           | −5,1           | 3,0            |
| Норма опадів, мм                  | 36             | 30             | 29             | 42             | 57             | 89             | 81             | 64             | 57             | 44             | 41             | 42             | 612            |
| --------------------------------- | -------------- | -------------- | -------------- | -------------- | -------------- | -------------- | -------------- | -------------- | -------------- | -------------- | -------------- | -------------- | -------------- |
| Джерело: Climate-Data.org (англ.) |                |                |                |                |                |                |                |                |                |                |                |                |                |

## Історія
Село засноване 1943 року.
Відповідно до прийнятої в грудні 1989 року постанови Ради Міністрів УРСР село занесене до переліку населених пунктів, які зазнали радіоактивного забруднення внаслідок аварії на Чорнобильській АЕС, жителям виплачувалася грошова допомога. Згідно з постановою Кабінету Міністрів Української РСР, ухваленою в липні 1991 року, село належало до зони гарантованого добровільного відселення. На кінець 1993 року забруднення ґрунтів становило 2,25 Кі/км² (137Cs + 134Cs), молока — 9,55 мКі/л (137Cs + 134Cs), картоплі — 0,73 мКі/кг (137Cs + 134Cs), сумарна доза опромінення — 253 мбер, з якої: зовнішнього — 29 мбер, загальна від радіонуклідів — 224 мбер (з них Cs — 213 мбер).

## Населення
Станом на 1 січня 2011 року населення села становить 304 особи. Густота населення — 1096,15 особи/км².
Згідно з переписом УРСР 1989 року чисельність наявного населення села становила 301 особа, з яких 149 чоловіків та 152 жінки. На кінець 1993 року в селі мешкало 288 жителів, з них 110 — дітей.
За переписом населення України 2001 року в селі мешкало 277 осіб.

### Мова
Розподіл населення за рідною мовою за даними перепису 2001 року:
| Мова       | Відсоток |
| ---------- | -------- |
| українська | 99,65 %  |
| білоруська | 0,35 %   |

### Вікова і статева структура
Структура жителів села за віком і статтю (станом на 2011 рік):
| Вік   | Чоловіків | Жінок | Разом |
| ----- | --------- | ----- | ----- |
| 0-17  | 36        | 44    | 80    |
| 18-39 | 74        | 69    | 143   |
| 40-59 | 25        | 29    | 54    |
| 60+   | 13        | 14    | 27    |
| Разом | 148       | 156   | 304   |

### Соціально-економічні показники
| Працездатне населення | Працездатне населення | Працездатне населення | Працездатне населення | Працездатне населення | Працездатне населення | Непрацездатне населення | Непрацездатне населення | Непрацездатне населення | Непрацездатне населення | Непрацездатне населення | Непрацездатне населення | Все населення |
| Чоловіки              | Чоловіки              | Жінки                 | Жінки                 | Разом                 | Разом                 | Чоловіки                | Чоловіки                | Жінки                   | Жінки                   | Разом                   | Разом                   | 304           |
| ос.                   | %                     | ос.                   | %                     | ос.                   | %                     | ос.                     | %                       | ос.                     | %                       | ос.                     | %                       | 304           |
| --------------------- | --------------------- | --------------------- | --------------------- | --------------------- | --------------------- | ----------------------- | ----------------------- | ----------------------- | ----------------------- | ----------------------- | ----------------------- | ------------- |
| 86                    | 29                    | 78                    | 26                    | 164                   | 55                    | 29                      | 9                       | 25                      | 8                       | 54                      | 18                      | 304           |

| Зайняті  | Зайняті  | Зайняті | Зайняті | Зайняті | Зайняті | Безробітні | Безробітні | Безробітні | Безробітні | Безробітні | Безробітні | Все населення |
| Чоловіки | Чоловіки | Жінки   | Жінки   | Разом   | Разом   | Чоловіки   | Чоловіки   | Жінки      | Жінки      | Разом      | Разом      | 304           |
| ос.      | %        | ос.     | %       | ос.     | %       | ос.        | %          | ос.        | %          | ос.        | %          | 304           |
| -------- | -------- | ------- | ------- | ------- | ------- | ---------- | ---------- | ---------- | ---------- | ---------- | ---------- | ------------- |
| 388      | 13       | 364     | 13      | 752     | 25      | 458        | 15         | 471        | 16         | 929        | 31         | 304           |

| Дорослі | Діти | Пенсіонери | Інваліди Німецько-радянської війни | Учасники бойових дій | Інваліди всіх груп і категорій | Люди, які обслуговуються служб. соц. допом. на дому | Неповні сім'ї | Діти з неповних сімей | Багатодітні сім'ї | Діти з багатодітних сімей | Діти-інваліди | Діти-сироти | Одинокі багатодітні матері |
| ------- | ---- | ---------- | ---------------------------------- | -------------------- | ------------------------------ | --------------------------------------------------- | ------------- | --------------------- | ----------------- | ------------------------- | ------------- | ----------- | -------------------------- |
| 221     | 80   | 88         | -                                  | -                    | 19                             | -                                                   | 2             | 4                     | 5                 | 20                        | -             | -           | -                          |

## Політика

### Органи влади
До 2020 року місцеві органи влади були представлені Колківською сільською радою.

### Вибори
Село входить до виборчого округу № 155. Станом на 2011 рік кількість виборців становила 215 осіб.

#### Офіційні дані та нормативно-правові акти
- Паспорт Дубровицького району (станом на 1 січня 2011 року) (doc). Дубровицька районна рада. Архів оригіналу за 10 лютий 2015. Процитовано 16 жовтня 2019.